# Кроче (Ређо Емилија)
Кроче је насеље у Италији у округу Ређо Емилија, региону Емилија-Ромања.
Према процени из 2011. у насељу је живело 224 становника. Насеље се налази на надморској висини од 667 м.